# Voestalpine
Voestalpine AG es una empresa siderúrgica multinacional austríaca especializada en la producción de acero, tubos y herramientas de acero, carrocerías de automóviles y vías férreas. 
Las más importantes fábricas dedicadas a la producción de acero de esta empresa se encuentran en Linz, Leoben y Krems. En la ciudad de Liezen, existió una fábrica de Voestalpine, la cual fue cerrada en la década de 1990.

## Historia
Los antecedentes de Voestalpine se remontan a la fundación de Eisenwerke Oberdonau (español: Fundición de hierro del Alto Danubio) en 1941, una de las empresas centrales del consorcio alemán Reichswerke Hermann Göring, la cual era la principal productora de hierro y acero de la maquinaria de guerra alemana durante la Segunda Guerra Mundial.
Al término de la guerra, esta empresa fue nacionalizada y fundada como VÖEST por el estado austríaco después de la aprobación de la 1. Verstaatlichungsgesetz (Primera Ley de Estatización) en 1946 para prevenir que fuese confiscada por los Aliados. Desde 1949 hasta 1952, Voestalpine estuvo desarrollando una técnica que permitiría la producción de acero empleando oxígeno, llamada proceso del oxígeno básico L-D, la cual se utiliza todavía en las siderúrgicas.
Desde 1985 hasta 1995, se tomaron las primeras decisiones orientadas hacia la privatización de VÖEST. Ésta fue separada en tres compañías: VOEST-Alpine Industrieanlagenbau (fabricante de maquinaria industrial), Böhler-Uddelholm (fabricante de herramientas) y Voest-Alpine Stahl Group. En 2001 el nombre de esta última fue cambiado a Voestalpine AG. En abril de 2007, Voestalpine propuso la adquisición de Böhler-Uddelholm; decisión que fue aceptada en junio del mismo año.

## España
En España adquirió JEZ Sistemas Ferroviarios, S.L., cuya denominación actual es Voestalpine Railway Systems JEZ, S.L..